# Dólares presidenciales

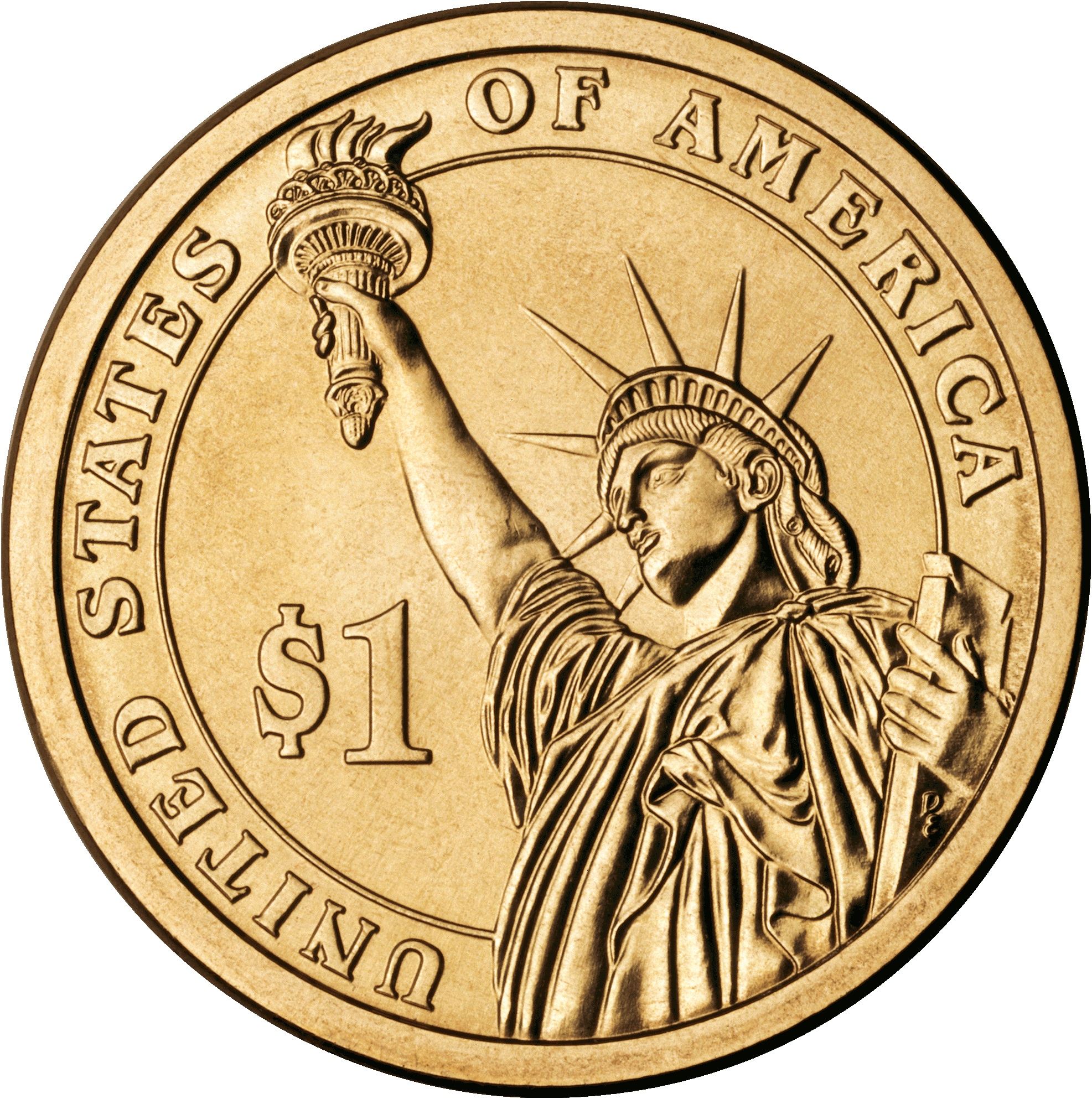
Reverso de los dólares presidenciales.

El Programa Presidencial de Monedas de 1 $ es parte de un Acta del Congreso de Estados Unidos, Pub.L. 109-145, 119 Stat. 2664, promulgada el 22 de diciembre de 2005, el que pide la fabricación por parte de la Casa de Moneda de los Estados Unidos de monedas de un dólar con el retrato de presidentes estadounidenses fallecidos en su anverso.

## Historia legislativa
El proyecto de ley del Senado fue presentado el 17 de mayo de 2005, por el senador John E. Sununu con más de 70 copatrocinadores. Se informó favorablemente sobre éste al Comité del Senado de Estados Unidos en Banca, Vivienda y Asuntos Urbanos el 29 de julio. El Senado lo aprobó con una enmienda de carácter técnico (S.AMDT.26760), por consentimiento unánime el 18 de noviembre de 2005. La Cámara de Representantes lo aprobó (291-113) el 13 de diciembre de 2005 (un proyecto de ley similar, HR 902, que pasó anteriormente por la Cámara, pero fue le proyecto de ley del senado el que fue aprobado por ambas cámaras).
El absortado proyecto de ley fue presentado al presidente George W. Bush el 15 de diciembre de 2005, y lo convirtió en ley el 22 de diciembre de 2005. Por esta circunstancia, todos los presidentes fallecidos con posterioridad no se incluyen en la ley, siendo necesaria una nueva, como se hizo en 2019 para honrar a George H. W. Bush y la primera dama Barbara Bush, que habían fallecido un año antes.
| Moneda # | Presidente # | Presidente             | Fecha de emisión        | Tirada total | Diseño                         | Años en el cargo        |
| -------- | ------------ | ---------------------- | ----------------------- | ------------ | ------------------------------ | ----------------------- |
| 1        | 1.º          | George Washington      | 15 de febrero de 2007   | 340 360 000  | Washington dollar              | 1789 – 1797             |
| 2        | 2.º          | John Adams             | 17 de mayo de 2007      | 224 560 000  | John Adams dollar              | 1797 – 1801             |
| 3        | 3.º          | Thomas Jefferson       | 16 de agosto de 2007    | 203 610 000  | Jefferson dollar               | 1801 – 1809             |
| 4        | 4.º          | James Madison          | 15 de noviembre de 2007 | 172 340 000  | Madison dollar                 | 1809 – 1817             |
| 5        | 5.º          | James Monroe           | 14 de febrero de 2008   | 124 490 000  | Monroe dollar                  | 1817 – 1825             |
| 6        | 6.º          | John Quincy Adams      | 15 de mayo de 2008      | 115 260 000  | John Quincy Adams dollar       | 1825 – 1829             |
| 7        | 7º           | Andrew Jackson         | 14 de agosto de 2008    | 122 250 000  | Jackson dollar                 | 1829 – 1837             |
| 8        | 8.º          | Martin Van Buren       | 13 de noviembre de 2008 | 102 480 000  | Van Buren dollar               | 1837 – 1841             |
| 9        | 9.º          | William Henry Harrison | 19 de febrero de 2009   | 98 420 000   | William Henry Harrison dollar  | 1841                    |
| 10       | 10.º         | John Tyler             | 21 de mayo de 2009      | 87 080 000   | Tyler dollar                   | 1841 – 1845             |
| 11       | 11.º         | James K. Polk          | 20 de agosto de 2009    | 88 340 000   | Polk dollar                    | 1845 – 1849             |
| 12       | 12.º         | Zachary Taylor         | 19 de noviembre de 2009 | 78 260 000   | Taylor dollar                  | 1849 – 1850             |
| 13       | 13.º         | Millard Fillmore       | 18 de febrero de 2010   | 74 480 000   | Fillmore dollar                | 1850 – 1853             |
| 14       | 14.º         | Franklin Pierce        | 20 de mayo de 2010      | 76 580 000   | Pierce dollar                  | 1853 – 1857             |
| 15       | 15.º         | James Buchanan         | 19 de agosto de 2010    | 73 360 000   | Buchanan dollar                | 1857 – 1861             |
| 16       | 16.º         | Abraham Lincoln        | 18 de noviembre de 2010 | 97 020 000   | Lincoln dollar                 | 1861 – 1865             |
| 17       | 17.º         | Andrew Johnson         | 17 de febrero de 2011   | 72 660 000   | A. Johnson dollar              | 1865 – 1869             |
| 18       | 18.º         | Ulysses S. Grant       | 19 de mayo de 2011      | 76 020 000   | Grant dollar                   | 1869 – 1877             |
| 19       | 19.º         | Rutherford B. Hayes    | 18 de agosto de 2011    | 74 480 000   | Hayes dollar                   | 1877 – 1881             |
| 20       | 20.º         | James A. Garfield      | 17 de noviembre de 2011 | 74 200 000   | Garfield dollar                | 1881                    |
| 21       | 21.º         | Chester Arthur         | 2012                    | 10 080 000   | Arthur dollar                  | 1881 – 1885             |
| 22       | 22.º         | Grover Cleveland       | 25 de mayo de 2012      | 9 520 000    | Cleveland 1st Term dollar      | 1885 – 1889 1893 – 1897 |
| 23       | 23.º         | Benjamin Harrison      | 16 de agosto de 2012    | 9 840 001    | Benjamin Harrison dollar       | 1889 – 1893             |
| 24       | 24.º         | Grover Cleveland       | 15 de noviembre de 2012 | 14 600 001   | Cleveland 2nd Term dollar      | 1893 – 1897             |
| 25       | 25.º         | William McKinley       | 19 de agosto de 2013    | 8 125 100    | McKinley dollar                | 1897 – 1901             |
| 26       | 26.º         | Theodore Roosevelt     | 11 de abril de 2013     | 9 230 700    | Theodore Roosevelt dollar      | 1901 – 1909             |
| 27       | 27.º         | William Howard Taft    | 9 de julio de 2013      | 8 120 000    | Taft dollar                    | 1909 – 1913             |
| 28       | 28.º         | Woodrow Wilson         | 17 de octubre de 2013   | 7 980 000    | Woodrow Wilson dollar          | 1913 – 1921             |
| 29       | 29.º         | Warren G. Harding      | 6 de febrero de 2014    | 9 940 000    | Warren Harding dollar          | 1921 – 1923             |
| 30       | 30.º         | Calvin Coolidge        | 10 de abril de 2014     | 8 260 000    | Calvin Coolidge dollar         | 1923 – 1929             |
| 31       | 31.º         | Herbert Hoover         | 19 de junio de 2014     | 8 260 000    | Herbert Hoover dollar          | 1929 – 1933             |
| 32       | 32.º         | Franklin D. Roosevelt  | 28 de agosto de 2014    | 8 680 000    | Franklin Roosevelt dollar      | 1933 – 1945             |
| 33       | 33.º         | Harry S. Truman        | 5 de febrero de 2015    | 8 400 000    | Harry S. Truman dollar         | 1945 – 1953             |
| 34       | 34.º         | Dwight D. Eisenhower   | 13 de abril de 2015     | 8 545 998    | Eisenhower Presidential dollar | 1953 – 1961             |
| 35       | 35.º         | John F. Kennedy        | 18 de junio de 2015     | 11 340 000   | Kennedy Presidential dollar    | 1961 – 1963             |
| 36       | 36.º         | Lyndon B. Johnson      | 18 de agosto de 2015    | 12 040 000   | L. Johnson dollar              | 1963 – 1969             |
| 37       | 37.º         | Richard Nixon          | 3 de febrero de 2016    | 10 000 000   | Nixon dollar                   | 1969 – 1974             |
| 38       | 38.º         | Gerald Ford            | 8 de marzo de 2016      | 10 500 000   | Ford dollar                    | 1974 – 1977             |
| 39       | 40.º         | Ronald Reagan          | 5 de julio de 2016      | 13 020 000   |                                | 1981 – 1989             |
| 40       | 41.º         | George H. W. Bush      | 4 de diciembre de 2020  | 2744700      |                                | 1989 – 1993             |

## Programa del Primer Cónyuge

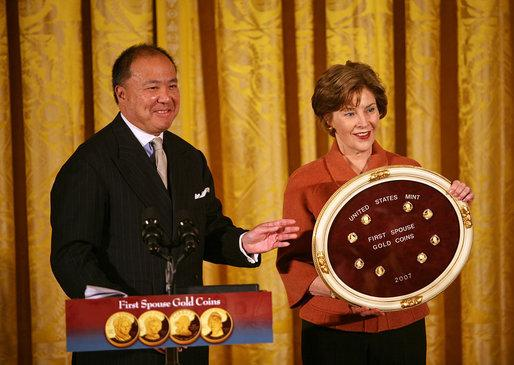
El director de la Casa de Moneda de los Estados Unidos Edmund C. Moy y la primera dama Laura Bush en la presentación de la moneda de Dolley Madison, el 19 de noviembre de 2007.

Los Estados Unidos han honrado a los cónyuges de cada uno de los Presidentes honrados por la Ley Presidencial de Monedas de 1 $ mediante la emisión de monedas de media onza de oro del valor de 10 $ con sus imágenes, en el orden en que se desempeñaron como Primera Cónyuge, a partir de 2007. Hasta la fecha, han sido mujeres (a menudo llamadas primeras damas), pero la ley utiliza el término "primer cónyuge" (first spouse en inglés).
El anverso de estas monedas cuenta con retratos de los primeros cónyuges, sus nombres, las fechas en las que ejercieron de primer cónyuge, así como el año de acuñación o emisión, y las palabras "In God we trust" y "Liberty". La Casa de Moneda emitió las monedas de oro del primer cónyuge en el mismo calendario que las monedas presidenciales de 1 $ emitidas en honor de los presidentes. Cada moneda tiene un diseño único en reversa con una imagen emblemática de la vida y el trabajo del cónyuge, así como las palabras "United States of America", "E Pluribus Unum", "$ 10", "1/2 oz." y ".9999 fine gold".
Cuando un presidente se desempeñó sin un primer cónyuge, como hizo Thomas Jefferson y otros tres presidentes, se emitió una moneda de oro con una imagen anversa emblemática de la Libertad, representada en las monedas circulante en cada momento, y con una imagen reversa emblemática de los temas de ese presidente. Una excepción es la moneda que representa a la sufragista Alice Paul que representa la era de la presidencia de Chester A. Arthur, quien era viudo.
La ley, tal y como se redactó, indica explícitamente que las monedas del primer cónyuge deben emitirse al mismo tiempo que sus respectivas monedas presidenciales de 1 $. Debido a que la ley vinculó la acuñación de la moneda de un presidente con la del Primer Cónyuge, la moneda conmemorativa de Nancy Reagan se emitió varios años antes de su propio fallecimiento, que sería en 2016, doce años tras el de su marido Ronald.
La Casa de Moneda lanzó oficialmente estas monedas a las 12 p. m. del 19 de junio de 2007. Proporcionaron dos versiones de la moneda: una versión de prueba por 429.95 $ y una versión sin circular por 410.95 $.
La Casa de Moneda también produce y pone a disposición del público los duplicados de medallas de bronce de las monedas de oro del Primer Cónyuge que no son moneda de curso legal.
Una lista completa de las monedas es:
| Moneda N.º | Cónyuge N.º                                           | Nombre                     | Descripción del reverso | Fecha de emisión          | Precio de emisión | Tirada total | Anverso | Reverso | Años en el cargo |
| ---------- | ----------------------------------------------------- | -------------------------- | --- | ------------------------- | ----------------- | ------------ | ------- | ------- | ---------------- |
| 1          | 1.ª                                                   | Martha Washington          | Martha Washington cosiendo, con el lema "First Lady of the Continental Army" (primera dama del Ejército Continental)                                                                                   | 19 de junio de 2007       | 429.95 $          | 19 167       |         |         | 1789 – 1797      |
| 2          | 2.ª                                                   | Abigail Adams              | Abigail Adams escribiendo su famosa carta "Remember the Ladies" (Recuerden a las mujeres) | 19 de junio de 2007       | 429.95 $          | 17 149       |         |         | 1797 – 1801      |
| 3          | (3.ª)                                                 | Thomas Jefferson’s Liberty | La tumba de Jefferson en Monticello | 30 de agosto de 2007      | 429.95 $          | 19 815       |         |         | 1801 – 1809      |
| 4          | 4.ª                                                   | Dolley Madison             | Dolley Madison que se presenta ante el Lansdowne portrait de George Washington, que ella salvó durante la quema de Washington, D. C. de 1814                                                           | 19 de noviembre de 2007   | 529.95 $          | 17 943       |         |         | 1809 – 1817      |
| 5          | 5.ª                                                   | Elizabeth Monroe           | Elizabeth Monroe en la reapertura de la Casa Blanca en 1818 | 28 de febrero de 2008     | 619.95 $          | 7800         |         |         | 1817 – 1825      |
| 6          | 6.ª                                                   | Louisa Adams               | Louisa Adams y su hijo Charles haciendo el peligroso viaje de San Petersburgo a París en 1812 | 29 de mayo de 2008        | 619.95 $          | 6581         |         |         | 1825 – 1829      |
| 7          | (7.ª)                                                 | Andrew Jackson’s Liberty   | Jackson a caballo con su apodo "Old Hickory" | 28 de agosto de 2008      | 619.95 $          | 7684         |         |         | 1829 – 1837      |
| 8          | (8.ª)                                                 | Martin Van Buren’s Liberty | Van Buren leyendo en la hierba en su pueblo natal de Kinderhook | 25 de noviembre de 2008   | 549.95 $          | 6807         |         |         | 1837 – 1841      |
| 9          | 9.ª                                                   | Anna Symmes Harrison       | Anna Harrison leyendo a sus hijos | 5 de marzo de 2009        | 629.00 $          | 6251         |         |         | 1841             |
| 10         | 10.ª (hasta su muerte en 1842)                        | Letitia Tyler              | Letitia Tyler con sus hijos en la Cedar Grove Plantation | 2 de julio de 2009        |                   | 5296         |         |         | 1841 – 1842      |
| 10         | 10.ª (tras el fallecimiento de Letitia Tyler en 1842) | Julia Tyler                | John y Julia Tyler bailando | 6 de agosto de 2009       |                   | 4844         |         |         | 1844 – 1845      |
| 11         | 11.ª                                                  | Sarah Polk                 | James y Sarah Polk trabajando juntos en un escritorio en la Casa Blanca | 3 de septiembre de 2009   |                   | 5151         |         |         | 1845 – 1849      |
| 12         | 12.ª                                                  | Margaret Taylor            | Margaret Taylor que tiende a un soldado herido durante la primera guerra semínola. | 3 de diciembre de 2009    |                   | 4936         |         |         | 1849 – 1850      |
| 13         | 13.ª                                                  | Abigail Fillmore           | Abigail Fillmore colocando libros en la Biblioteca de la Casa Blanca, que ella estableció | 18 de marzo de 2010       |                   | 6130         |         |         | 1850 – 1853      |
| 14         | 14.ª                                                  | Jane Pierce                | Jane Pierce en la galería de visitantes de la Antigua Cámara del Senado, escuchando un debate | 3 de junio de 2010        |                   | 4775         |         |         | 1853 – 1857      |
| 15         | (15.ª)                                                | James Buchanan’s Liberty   | Buchanan trabajando como contador en la tienda familiar | 2 de septiembre, de2010   |                   | 7110         |         |         | 1857 – 1861      |
| 16         | 16.ª                                                  | Mary Todd Lincoln          | Mary Todd Lincoln da flores y un libro a los soldados de la Unión durante la Guerra Civil | 2 de diciembre de 2010    |                   | 6861         |         |         | 1861 – 1865      |
| 17         | 17.ª                                                  | Eliza Johnson              | Tres niños bailando y un violinista de la Banda de Marines en el baile infantil que se celebró con motivo del 60.º cumpleaños del presidente Johnson                                                   | 5 de mayo de 2011         |                   | 3887         |         |         | 1865 – 1869      |
| 18         | 18.ª                                                  | Julia Grant                | Ulysses y Julia Grant montando a caballo en White Haven, su casa familiar | 23 de junio de 2011       |                   | 3943         |         |         | 1869 – 1877      |
| 19         | 19.ª                                                  | Lucy Hayes                 | Lucy Hayes organizando el primer Easter Egg Roll en la Casa Blanca, en 1877 | 1 de septiembre de 2011   |                   | 3868         |         |         | 1877 – 1881      |
| 20         | 20.ª                                                  | Lucretia Garfield          | Lucretia Garfield pintando en un lienzo con pincel y paleta | 1 de diciembre de 2011    |                   | 3653         |         |         | 1881             |
| 21         | (21.ª)                                                | Alice Paul                 | Alice Paul marchando por el sufragio femenino | 12 de octubre de 2012     |                   | 3505         |         |         | n/a              |
| 22         | 22.ª                                                  | Frances Cleveland          | Frances Cleveland da una recepción a mujeres trabajadoras. | 15 de noviembre de 2012   |                   | 3158         |         |         | 1886 – 1889      |
| 23         | 23.ª                                                  | Caroline Harrison          | Orquídeas y pinceles | 6 de diciembre de 2012    |                   | 3046         |         |         | 1889 – 1892      |
| 24         | 24.ª                                                  | Frances Cleveland          | Frances Cleveland dando un discurso | 20 de diciembre de 2012   |                   | 3104         |         |         | 1893 – 1897      |
| 25         | 25.ª                                                  | Ida Saxton McKinley        | Las manos de Ida McKinley tejiendo unas pantuflas a ganchillo; hizo miles que se vendieron para la caridad                                                                                             | 14 de noviembre de 2013   |                   | 1769         |         |         | 1897 – 1901      |
| 26         | 26.ª                                                  | Edith Roosevelt            | Imagen con un compás y la inscripción "he White House Restored 1902" (La Casa Blanca restaurada en 1902)                                                                                               | 21 de noviembre de 2013   |                   | 2851         |         |         | 1901 – 1909      |
| 27         | 27.ª                                                  | Helen Herron Taft          | Flor de cerezo japonés (Prunus serrulata), llevado a Washington, D. C. por Helen Taft | 2 de diciembre de 2013    | 770.00 $          | 2579         |         |         | 1909 – 1913      |
| 28         | 28.ª (hasta su muerte en 1914)                        | Ellen Axson Wilson         | Conmemoración de la creación de Ellen Wilson de la Rosaleda de la Casa Blanca | 9 de diciembre de 2013    | 770.00 $          | 2551         |         |         | 1913 – 1914      |
| 28         | 28.ª (tras el fallecimiento de Ellen Wilson en 1914)  | Edith Wilson               | Imagen que conmemora el apoyo de Edith Wilson a su marido Woodrow Wilson después de padecer un severo ictus; el presidente se aferra a un bastón con la mano de Edith descansando cariñosamente encima | 16 de diciembre de 2013   | 770.00 $          | 2452         |         |         | 1915 – 1921      |
| 29         | 29.ª                                                  | Florence Harding           | Objetos relacionados con la vida de Florence Harding: papeletas y urnas, una cámara fotográfica, una antorcha y unas iniciales que hacen referencia a los veteranos de la Primera Guerra Mundial       | 10 de julio de 2014       | 770.00 $          | 2288         |         |         | 1921 – 1923      |
| 30         | 30.ª                                                  | Grace Coolidge             | U.S.A. deletreado en el lengua de signos norteamericana, en frente de la Casa Blanca. Grace Coolidge promovió la educación de los sordos                                                               | 17 de julio de 2014       | 770.00 $          | 2196         |         |         | 1923 – 1929      |
| 31         | 31..ª                                                 | Lou Henry Hoover           | Receptor que conmemora el discurso radiofónico de Lou Hoover del 19 de abril de 1929, el primero de una primera dama                                                                                   | 14 de agosto de 2014      | 770.00 $          | 2025         |         |         | 1929 – 1933      |
| 32         | 32.ª                                                  | Eleanor Roosevelt          | Una mano enciende una vela, simbolizando el trabajo de su vida y el impacto global de sus iniciativas humanitarias                                                                                     | 4 de septiembre de 2014   | 770.00 $          | 2389         |         |         | 1933 – 1945      |
| 33         | 33.ª                                                  | Bess Truman                | Una rueda en las vías del ferrocarril, que simboliza el apoyo de la Bess Truman para su marido en la campaña electoral de 1948, en la que recorrieron Estados Unidos en tren                           | 16 de abril de 2015       | 770.00 $          |              |         |         | 1945 – 1953      |
| 34         | 34.ª                                                  | Mamie Eisenhower           | Una mano sostiene una insignia de la campaña electoral de 1952 (I Like Mamie) | May 7 de mayo de 2015     | 770.00 $          |              |         |         | 1953 – 1961      |
| 35         | 35.ª                                                  | Jacqueline Kennedy         | Magnolia plantada por Jacqueline Kennedy junto a John F. Kennedy superpuesta sobre una imagen del mundo                                                                                                | 25 de junio de 2015       | 770.00 $          |              |         |         | 1961 – 1963      |
| 36         | 36.ª                                                  | Lady Bird Johnson          | El monumento a Jefferson, el monumento a Washington y flores en referencia a los esfuerzos de Claudia Johnson en el embellecimiento y la conservación de Estados Unidos                                | 27 de agosto de 2015      |                   |              |         |         | 1963 – 1969      |
| 37         | 37.ª                                                  | Pat Nixon                  | Gente cogida de la mano alrededor de un globo terráqueo, simbolizando el compromiso de Pat Nixon con el voluntariado                                                                                   | 18 de febrero de 2016     |                   |              |         |         | 1969 – 1974      |
| 38         | 38.ª                                                  | Elizabeth Ford             | Mujer joven que sube una escalera, representando la apertura y la defensa de la Elizabeth Ford con respecto a la adicción, el cáncer de mama y los derechos de las mujeres.                            | March 25 de marzo de 2016 |                   |              |         |         | 1974 – 1977      |
| 39         | 40.ª                                                  | Nancy Reagan               | Nancy Reagan con dos niños que en sus camisetas dice "Just Say No" | 1 de julio de 2016        |                   |              |         |         | 1981 – 1989      |
| 40         | 41.ª                                                  | Barbara Bush               | Un niño leyendo un libro con un río y un Sol naciente | 2020                      | 1285.00 $         | 5000         |         |         | 1989 – 1993      |